# Ruisseau Anaktalik
La ruisseau Anaktalik (anglais : Anaktalik Brook) est un fleuve d'environ 127 km de long situé à l'est de la péninsule du Québec-Labrador, au Labrador dans la province canadienne de Terre-Neuve-et-Labrador.

## Description
La ruisseau Anaktalik prend sa source sur un plateau au centre-nord du Labrador dans une tourbière située à environ 550 mètres d'altitude (56° 36′ 24″ N, 63° 33′ 59″ O) dans une zone à faible déclivité bordée au nord par la partie amont du bassin de la rivière Fraser et à l'ouest par la partie amont du bassin de la branche mère de la rivière Kogaluk coulant le long de la frontière entre le Québec et Terre-Neuve-et-Labrador.
Le ruisseau coule initialement vers le nord en traversant plusieurs étangs au milieu des tourbières dans un paysage nu avant de rejoindre un lac sans nom situé à environ 520 mètres d’altitude (56° 37′ 27″ N, 63° 33′ 21″ O).
Le ruisseau à la sortie se dirige vers l'est puis tourne vers le sud à travers plusieurs étangs et tourbières et rejoint un lac sans nom  situé à environ 490 mètres d'altitude (56° 34′ 59″ N, 63° 30′ 49″ O) L'exutoire est une petite rivière traversant un esker rejoignant un autre lac au sud situé à environ 475 mètres d'altitude (56° 33′ 42″ N, 63° 29′ 54″ O) puis se dirigeant vers l'est et le sud (56° 33′ 04″ N, 63° 26′ 56″ O). La rivière gagne en importance en drainant la zone située à l'ouest, traverse un long esker et fait un coude à environ 440 mètres d'altitude vers l'est (56° 30′ 09″ N, 63° 27′ 27″ O) qui sera sa direction jusqu'à l'embouchure dans la Mer du Labrador. Le parcours est ensuite coupé par de nombreux rapides, la rivière étant renforcée en rive droite par un affluent venu du sud-ouest (56° 29′ 49″ N, 63° 23′ 33″ O). Elle se divise en deux branches en formant une île (56° 29′ 54″ N, 63° 21′ 11″ O) puis tourne pour chuter par une cascade de 15,3 mètres (56° 29′ 53″ N, 63° 19′ 09″ O) dans une gorge perpendiculaire à environ 310 mètres d'altitude, face à la chute d'un abondant affluent drainant une partie du bassin nord-ouest. La vallée suit alors une faille de plus en plus profonde avec une altitude s'abaissant rapidement, la gorge faisant deux brefs coudes perpendiculaires vers le sud puis l'est (56° 29′ 48″ N, 63° 18′ 06″ O) avant une longue section de rapides rectilignes de plus en plus profondes d'environ 6 kilomètres se terminant à moins de 200 mètres d'altitude, avant une section de rapides plus sinueuse entre des versants abrupts. La vallée descend rapidement la rivière étant grossie d'affluents modestes principalement en rive gauche drainant le plateau situé au nord du bassin versant (56° 30′ 13″ N, 63° 04′ 22″ O), serpentant ensuite dans une vallée en auge où poussent les arbres. La vallée descend à moins de 100 mètres d'altitude dominée de part et d'autre par un plateau à plus de 400 mètres d'altitude. La rivière crée de multiples méandres et bras-morts avec un cours rapide avant de se jeter à environ 35 mètres d'altitude dans un vaste lac glaciaire sans nom long de plus de 16 kilomètres orienté vers l'est à l'instar du lac Tasisuak sur la rivière Fraser parallèle au nord.
La rivière en aval a un cours calme et sinueux, traversant plusieurs lacs entre des collines boisées et rocheuses. Sur une section de rapides, elle reçoit en rive droite son principal affluent à environ 30 mètres d'altitude, abondante rivière sans nom drainant parallèlement toute la partie sud du bassin (56° 29′ 55″ N, 62° 33′ 02″ O) et prenant sa source en amont de lacs situés à l'extrémité sud-ouest du bassin (56° 21′ 44″ N, 63° 25′ 34″ O) à proximité de la source du ruisseau Ikadlivik
La rivière retrouve un parcours de méandres en s'élargissant et en recevant un abondant affluent à environ 20 mètres d’altitude (56° 31′ 24″ N, 62° 21′ 13″ O) drainant une partie nord-est du bassin versant.
La rivière poursuit un parcours de méandres dans une vallée élargie et boisée avec un lit s’élargissant progressivement jusqu'à l'embouchure (56° 29′ 04″ N, 62° 05′ 39″ O) dans la mer du Labrador par un estuaire et une étroite baie longue de près de 9 kilomètres bordée par la péninsule Akuliakatak au sud.

## Hydrologie
Le ruisseau Anaktalik draine une superficie de 1 813 km2, alimentée par 63 affluents.
Le bassin du ruisseau Anaktalik borde ceux de la rivière Fraser situé au nord et de la rivière Kogaluk situé à l'ouest et au sud.
Le débit moyen à l'embouchure n'est pas connu. Les débits mensuels les plus élevés se produisent généralement pendant la fonte des neiges, en juin.

## Faune piscicole
Le saumon atlantique, l'omble de fontaine, l'omble chevalier et l'omble du Canada se trouvent dans le ruisseau Anaktalik.
La cascade de 15,3 mètres constitue une barrière complète à la migration des poissons (56° 29′ 53″ N, 63° 19′ 09″ O).

## Flore
La végétation du bassin versant consiste en une bande étroite d'épinette noire et épinette blanche et d'arbustes parallèle à la rivière; une croissance clairsemée de lichens se produit sur les plateaux environnants.

## Occupation humaine
Le bassin du ruisseau Anaktalik est situé dans une région isolée ne comptant aucun habitant permanent.
La ville de Nain se situe à environ 27 kilomètres à l'est-nord-est de l'embouchure du ruisseau Anaktalik (56° 32′ 29″ N, 61° 41′ 48″ O).
La région intérieure n'est accessible qu'en hydravion ou en canoë.